# Oleg Mitvol
Oleg Lvovich Mitvol (en russe : Олег Львович Митволь) est un journaliste, écologiste, homme d'affaires et fonctionnaire russe né le 3 octobre 1966 à Moscou, connu pour son activité à la présidence du Service fédéral de surveillance des ressources naturelles (en).

## Biographie

### Carrière dans les médias (1997-2003)
De 1997 à 2003, Mitvol a été président du journal Novye Izvestia.
Le magnat des médias Boris Berezovsky, propriétaire du journal, ayant fui la Russie pour Londres, Mitvol obtient de lui 76% des parts du journal, mais Berezovsky continue à soutenir financièrement le journal. Cependant, le 20 février 2003, Oleg Mitvol, citant une décision prise lors d'une réunion du conseil d'administration, gardée secrète pour les journalistes malgré leur part de 24 %, accuse le directeur général de Novye Izvestiya, Igor Golembiovsky, de détournement de fonds et le licencie. La publication est suspendue.
Berezovsky affirme que la décision de Mitvol était motivée par des considérations politiques,, car le journal, opposé au président Vladimir Poutine avait publié le jour même un article de Vladimir Pribylovsky sur le prétendu culte naissant de la personnalité de Poutine.

### Régulateur environnemental (2004-2009)
En avril 2004, il est nommé chef adjoint du Service fédéral de surveillance des ressources naturelles (en). Il ne tarde pas à attirer l'attention des médias en enquêtant sur des crimes contre l'environnement.
L'une des campagnes les plus célèbres de Mitvol a été la « guerre des datchas », contre les colonies de chalets d'élite construits illégalement dans la zone de la forêt galerie sur les rives de l'Istra. La déconstruction de l'établissement Piatnitsa a été ordonnée. Cette décision a été suivie de protestations de la part des propriétaires de chalets.[réf. nécessaire]
Il s'est également intéressé à l'environnement de l'île de Sakhaline, dans le Pacifique, et aux dommages que pourraient lui causer les compagnies pétrolières. En septembre 2006, il menace de révoquer l'autorisation environnementale du projet de production de pétrole et de gaz Sakhaline II de la Royal Dutch Shell. La presse britannique qualifie Mitvol de « chien d'attaque du Kremlin ».
Le 14 décembre 2006, Sergei Sai, chef du service, tente - en vain - de licencier Mitvol. Le lendemain, Mitvol fait appel à l'avocat londonien Mark Stephens pour engager une procédure visant à préserver l'Extrême-Orient russe.
Le 18 janvier 2008, il présente sa démission du poste de chef adjoint de Rosprirodnadzor. Cette démission est rejetée par le ministre des ressources naturelles, Youri Troutnev. Après plusieurs tentatives de licenciement constructif de la part de ses supérieurs, Mitvol démissionne de nouveau en avril 2009.

## Accusation de plagiat
Selon l'examen effectué par Dissernet (en), les thèses de doctorat (2002) et de doctorat supérieur (2004) de Mitvol contiennent des plagiats grossiers provenant de plusieurs thèses de doctorat et de doctorat supérieur.

## Création d'un parti politique, affaire pénale et condamnation
Le parti Alliance verte est fondé par Gleb Fetisov et Oleg Mitvol. 
Le 25 janvier 2014, l'Alliance des Verts – Parti populaire dirigée par Gleb Fetisov s'est unie lors de son 3e congrès avec quatre micro-partis : les sociaux-démocrates de Russie, la Liberté et la Justice de Gennady Gudkov, Kolokol (« la cloche ») et le Parti de Citoyens libres. Oleg Mitvol est devenu président du conseil central de l'alliance. 
En 2018, Mitvol obtient des parts du Krasnoyarsk Engineering and Construction Survey Trust et prend la tête du conseil d'administration. L'entreprise participe à la conception du métro de Krasnoïarsk, dont la construction se poursuit depuis 1984 avec un succès variable. 
Le 2 octobre 2019, la Cour suprême de la fédération de Russie, à la suite d'un procès intenté par le ministère de la Justice, a dissous le parti Alliance verte de Mitlov, sous prétexte d'insuffisante participation aux élections depuis sept ans.
En 2022, il est arrêté, soupçonné d'avoir détourné 975 millions de roubles. L'homme d'affaires conclut un accord avec l'enquête et est condamné en octobre 2023 à 4,5 ans de prison.